# Promyshlennyy Rayon (region i Kazakstan)
Promyshlennyy Rayon är en region i Kazakstan.   Den ligger i oblystet Västkazakstan, i den västra delen av landet, 1 400 km väster om huvudstaden Astana.